# Furcifer bifidus
Furcifer bifidus is een hagedis uit de familie kameleons (Chamaeleonidae).

## Naam en indeling
De wetenschappelijke naam van de soort werd voor het eerst voorgesteld door Alexandre Brongniart in 1800. Oorspronkelijk werd de wetenschappelijke naam Chamaeleo bifidus gebruikt.

## Verspreiding en habitat
Deze kameleon is endemisch in het oosten van Madagaskar. Het areaal is ongeveer 13.656 km². Deze soort wordt onder meer waargenomen nabij de Mangororivier, Daraina en het nationaal park Marojejy op hoogten tot zevenhonderd meter boven de zeespiegel. De habitat bestaat uit vochtige tropische en subtropische bossen in laaglanden.

## Beschermingsstatus
Door de internationale natuurbeschermingsorganisatie IUCN is de beschermingsstatus 'veilig' toegewezen (Least Concern of LC). De soort is beschermd en wordt bedreigd door houtkap en het hakken en branden van grond voor de landbouw.